# Hubert Dewaty
Hubert Dewaty (* 22. Oktober 1892 in Deutschfeistritz; † 1. Mai 1962 in Hartberg) war ein österreichischer Politiker (Landbund).
Dewaty war Wirtschaftsbesitzer und Abgeordneter zum Nationalrat. Er gehörte dem Nationalrat in der III. und IV. GP vom 18. Mai 1927 bis zum 1. Oktober 1930 sowie vom 2. Dezember 1930 bis zum 2. Mai 1934 an, wobei er den Landbund vertrat. Er war Obmann des parlamentarischen Klubs des Landbundes 1933, Mitglied des Parteivorstandes des Landbundes, Mitglied und Heimwehrschutzkommandant der Heimwehr Ortsgruppe Deutsch-Feistritz und illegaler Propagandaleiter der NSDAP nach seiner Rückkehr aus Deutschland 1936. Am 14. Mai 1938 beantragte er die Aufnahme in die NSDAP und wurde rückwirkend zum 1. Mai desselben Jahres aufgenommen (Mitgliedsnummer 6.350.825).